# Bolchaïa Vichera
Bolchaïa Vichera (russe : Большая Вишера) est une localité rurale du raïon de Malovicherski, dans l'oblast de Novgorod, en Russie. Sa population est de 1 458 habitants selon un recensement de 2010.
Pendant la Seconde Guerre mondiale, après une occupation relativement courte, la ville est libérée lors de l'offensive de Tikhvine par les forces de la 52e armée le 16 décembre 1941.